# Peregrinos Proteus
Peregrinos Proteus (ur. na początku II wieku w Parium, zm. w 165 lub 167 w Harpinie) – filozof okresu rzymskiego, początkowo związany z chrześcijaństwem, później z cynicyzmem. Zmarł przez samospalenie.

## Poglądy i źródła
Wiadomości o życiu i poglądach Peregrinosa są nieliczne i niepewne. Łączył on elementy wczesnego chrześcijaństwa, filozofii cynickiej, późnorzymskiego mistycyzmu oraz wpływy starożytnej filozofii indyjskiej.
Najważniejsze informacje o nim pochodzą od Lukiana z Samosat, który opisał go w jednym ze swoich dialogów: O zgonie Peregrinosa (stgr. Περὶ τῆς Περεγρίνου Τελευτῆς) . Ponieważ jest to przekaz bardzo negatywny (dialog uznawany jest za paszkwil), a ponadto Lukian był bardzo krytyczny wobec chrześcijaństwa i cynizmu, wyłaniający się z nich obraz Peregrinosa jest niepewny. Krótkie wzmianki na jego temat znajdują się także u Gelliusza, który go spotkał i na którym wywarł wrażenie „męża poważnego i stałego”, oraz u Flawiusza Filostrata i Ammiana Marcellina. O tym, że wbrew przekazowi Lukiana Peregrinos nie był zwykłym oszustem, świadczyć może także jego samobójcza śmierć i liczni uczniowie.

## Życiorys
Początkowe lata życia Peregrinos spędził na wybrzeżu Propontydy. Sam nadał sobie przydomek Proteus. Padło na niego podejrzenie, że zabił ojca (Lukian podaje, że go udusił) i Peregrinos został wygnany. Udał się do Palestyny, gdzie zetknął się z chrześcijanami. Prawdopodobnie przyjął chrześcijaństwo. Wiadomo, że napisał wiele tekstów poświęconych tej doktrynie (nie zachowały się). Został za to uwięziony, przez co jego sława i znaczenie wśród chrześcijan wzrosła. Lukian opisuje jego konwersję jako fałszywą, kierowaną chęcią sławy i zdobycia wsparcia wśród wyznawców . Lukian wielokrotnie określa Peregrinosa jako opętanego i szalonego, kierowanego żądzą popularności.
Peregrinos został uwolniony przez namiestnika Syrii i powrócił do Propontydy. Aby uniknąć procesu o ojcobójstwo, zrzekł się swojego majątku na rzecz miasta. Występować miał wtedy w stroju cynika: długie włosy, poszarpane ubranie, podróżna torba i kij, a lud miał go uznać za cynickiego filozofa. Rozpoczął życie włóczącego i żebrającego mędrca, starając się jednak odzyskać majątek. Nadal popierany był też przez chrześcijan, którzy jednak z czasem zaczęli się od niego odsuwać.
Gdy wysiłki odzyskania majątku spełzły na niczym, Peregrinos udał się do Egiptu, do cynika Agatobulosa. Lukian podaje, że uczynił to, by się wprawić w publicznej masturbacji. Publiczne oddawanie się masturbacji było przejawem cynickiej cnoty: anaidei, czyli odrzucenia norm moralnych i obyczajowych, uznawanych za konwencje i rzeczy moralnie obojętne i co łączone było u niego ze skrajnym zaniedbaniem potrzeb cielesnych (askesis).
Udał się do Italii, skąd go wydalono, a następnie do Grecji. W obu prowincjach spotkał się z represjami, z powodu obelg, które rzucał na cesarza, filozofów i ludzi cenionych. Jego zwolennicy wskazywali natomiast, że praktykował on cynicką cnotę parezji: bezpośredniego i odważnego wypowiadania się. W końcu zdecydował się popełnić samobójstwo poprzez samospalenie podczas igrzysk olimpijskich, w Harpinie, niedaleko Olimpii.
Zdaniem Lukiana wynikało to z jego próżności i chęci zapewnienia sobie pamięci potomnych. Być może jednak, Peregrinos chciał w ten sposób okazać cnotę apatii – pogardy wobec śmierci i nieczułości na cierpienie. Współcześni historycy wskazują tu na związki myślenia cynickiego z filozofami indyjskimi.
Lukian (który mógł być świadkiem samospalenia) przekazał ostatnie słowa Peregrinosa:

Mówił, że złote życie chce uwiecznić złotą śmiercią; skoro żył jak Herakles, musi nie gorzej od niego skończyć rozpływając się w powietrzu.

Pragnę – mówił – przynieść ludziom korzyść i pokazać im, jak należy
lekceważyć śmierć